# Mir-Hossein Mousavi
Mir-Hossein Mousavi Khameneh (Farsi:میرحسین موسوی خامنه) (Khameneh, 28 september 1941), achternaam in het Nederlands ook wel geschreven als Moesavi, is een Iraanse politicus van Azerbeidzjaanse afkomst. Hij was de hervormingsgezinde presidentskandidaat bij de Iraanse presidentsverkiezingen van 12 juni 2009. Eerder was hij premier van het land van 1981 tot 1989.

## Levensloop
Mir-Hossein Mousavi is geboren op 29 september 1941 in Khameneh als zoon van de koopman Mir-Esma'il Mousavi (Farsi: میراسماعیل موسوی).
Mousavi studeerde architectuurwetenschappen aan de universiteit van Teheran tijdens het regime van de sjahs. Twee jaar na de revolutie, in 1981, werd hij benoemd als premier van Iran door de ayatollah Khomeini.
Mousavi's socialistische ideologie werd duidelijk in de jaren 80. Hij voerde toen gesubsidieerde voedselbonnen en oliedistributiebonnen in en nationaliseerde bedrijven. Hij wordt gewaardeerd voor de eerlijke distributie van goederen ten tijde van de Irak-Iranoorlog.
De seculiere partij Marze Por Gohar heeft echter ook veel kritiek op hem: Ze stelt hem medeverantwoordelijk voor de massa-executies in 1980 en 1981 en in de zomer van 1988 waarbij dertigduizend politieke gevangenen werden geëxecuteerd en begraven in massagraven. Ook verwijt Marze Por Gohar hem een belangrijke rol te hebben gespeeld in de sluiting van de universiteiten voor vier jaar ten behoeve van culturele her-educatie.

## Presidentskandidatuur 2009
Zijn standpunten bij de verkiezingen van 2009 waren de invoering van vrije media en afschaffing van de moraalpolitie die met name vrouwen staande houdt die niet volgens de regels gekleed gaan. Ook is hij voor meer rechten voor vrouwen. Hij zou bereid zijn met Barack Obama te onderhandelen en de internationale betrekkingen te verbeteren. Hij veroordeelt de opvatting van Ahmedinejad als zou de Holocaust een mythe zijn, evenals de Holocaust als gebeurtenis.
Hij werd vooral gesteund door jongeren, vrouwen, stedelingen en Turkstalige etnische minderheden, waar hij zelf deel van uitmaakt. Mousavi's vrouw Zahra Rahnavard (61) deed mee aan de campagne van haar man, hetgeen ongebruikelijk is in Iran. Vlak na de verkiezingen claimden zowel Mousavi als de zittende conservatieve president Mahmoud Ahmadinejad de overwinning. Aanhangers van Mousavi vierden de overwinning al vóór de verkiezingen. Ze werden echter teleurgesteld door de officiële uitslag. Ahmedinejad won volgens de officiële versie de verkiezingen met ruim 62 procent van de stemmen. Woede, ongeloof en wantrouwen bij de aanhangers van Mousavi leidden tot de hevigste rellen in tien jaar, gevolgd door massa-demonstraties. De beschuldigingen van verkiezingsfraude werden onderzocht door de Raad van Hoeders, maar deze regeringsgezinde raad kon geen fraude aantonen. De uitslag van dit onderzoek wordt betwist door aanhangers van Mousavi en een groot deel van de buitenlandse pers.